# Шенберг (Саксонија)
Шенберг (њем. Schönberg) општина је у њемачкој савезној држави Саксонија. Једно је од 33 општинска средишта округа Цвикау. Према процјени из 2010. у општини је живјело 975 становника. Посједује регионалну шифру (AGS) 14524270.

## Географски и демографски подаци
Шенберг се налази у савезној држави Саксонија у округу Цвикау. Општина се налази на надморској висини од 287 метара. Површина општине износи 15,5 km². У самом мјесту је, према процјени из 2010. године, живјело 975 становника. Просјечна густина становништва износи 63 становника/km².

## Међународна сарадња
| Мјесто     | Држава    | Врста сарадње | Од    |
| ---------- | --------- | ------------- | ----- |
|            | Француска | контакт       | 2000. |
|            | Словачка  | контакт       | 2000. |
| Сенегалија | Италија   | контакт       | 2000. |
| Извор      |           |               |       |